# Glen Murray (homme politique)
Pour les articles homonymes, voir Glen Murray (homonymie) et Murray.
Glen Ronald Murray, né le 26 octobre 1957 à Montréal, est un homme politique canadien. Il a été maire de la ville de Winnipeg, dans le Manitoba, de 1998 à 2004.
Lorsque le député George Smitherman décide de quitter ses fonctions afin d'être candidat à la mairie de Toronto en 2010, Glen Murray lui succède à l'Assemblée législative de l'Ontario en tant que candidat libéral pour la circonscription de Toronto-Centre. Le 18 août 2010, il est nommé Ministre de la Recherche et de l'Innovation  de l'Ontario.